# Lyle Foster
Lyle Brent Foster (* 3. September 2000 in Soweto, Gauteng) ist ein südafrikanischer Fußballspieler auf der Position eines Stürmers. Seit 2023 steht er beim FC Burnley in England unter Vertrag.

## Vereinskarriere

### Karrierebeginn in der Heimat
Lyle Foster wurde am 3. September 2000 in der Stadt Soweto in der Provinz Gauteng geboren, wurde als fußballspielendes Kind von Augusto Palacios entdeckt und im Alter von zwölf Jahren in die Fußballakademie des südafrikanischen Erstligisten Orlando Pirates geholt. Hier durchlief Castro, so der Rufname des jungen Offensivakteurs, sämtliche Nachwuchsspielklassen, ehe er in der Saison 2017/18 in die Herrenmannschaft des Klubs hochgezogen wurde. Im dritten Saisonspiel, einem 1:0-Heimsieg über Ajax Cape Town am 12. September 2017, noch uneingesetzt auf der Ersatzbank, wurde er beim drei Tage später stattfindenden Auswärtsspiel gegen Maritzburg United (0:0) von Trainer Milutin Sredojević ab der 84. Spielminute für Abbubaker Mobara eingewechselt. Damit war er mit 17 Jahren und 12 Tagen der jüngste eingesetzte Spieler der Orlando Pirates in der Geschichte der Premier Soccer League und übertraf den seit rund 15 Jahren bestehenden Rekord von Lebogang „Cheeseboy“ Mokoena, der bei seinem ersten PSL-Spiel 17 Jahre und drei Monate alt war. Bereits ein Jahr später wurde Foster von dem noch jüngeren Augustine Mahlonoko als Rekordhalter abgelöst. Bereits bei seinem nachfolgenden Einsatz vier Tage später steuerte Foster beim 1:0-Heimsieg seiner Mannschaft über Cape Town City die Vorlage zum durch Thabo Qalinge erzielten Siegtreffer bei. Nach einem weiteren längeren Einsatz in der sechsten Meisterschaftsrunde, gehörte er in Runde 7 nicht zum Kader und kam auch in der achten Runde nur zu einem Kurzeinsatz. In ebendieser Zeit wurde Foster von The Guardian zu den weltweit 60 besten Nachwuchstalenten seines Jahrgangs gewählt. Im Herbst 2017 zeigten bereits internationale Topklubs, darunter Borussia Dortmund oder Werder Bremen, ihr Interesse an Foster.
Danach gehörte der rechtsfüßige Mittelstürmer für rund zweieinhalb Monate nicht zum erweiterten Aufgebot der Buccaneers, so der Rufname der Orlando Pirates. Mit ein Grund war unter anderem seine Einberufung in die südafrikanische U-20-Auswahl, für die er gegen Jahresende 2017 wieder vermehrt in Erscheinung trat. Im Januar und Februar 2018 absolvierte Foster wieder regelmäßige Kurzeinsätze in der Herrenmannschaft und zeigte unter anderem am 20. Januar 2018 bei einem 1:1-Heimremis gegen Polokwane City durch seine Offensivstärke auf, als er, nachdem er in der 74. Minute für Innocent Maela eingewechselt wurde, in Minute 86 nach Vorarbeit von Thembinkosi Lorch zum 1:1-Ausgleich traf. Im letzten Meisterschaftsdrittel gehörte er kaum noch der Herrenmannschaft an und saß kurz vor Saisonende lediglich ein einziges Mal ohne Einsatz auf der Ersatzbank. Im Endklassement rangierte er mit den Orlando Pirates mit fünf Punkten Rückstand auf die Mamelodi Sundowns auf dem zweiten Tabellenplatz, wodurch sich das Team für die CAF Champions League 2018/19 qualifizierte. Des Weiteren kam er in dieser Saison zu zwei kurzen Auftritten im Nedbank Cup 2017/18, als er mit seiner Mannschaft im Achtelfinale mit 0:1 gegen Cape Town City ausschied. Außerdem kam er zu Einsätzen in der Reservemannschaft des Klubs mit Spielbetrieb in der MultiChoice Diski Challenge.

### Wechsel nach Frankreich
Nachdem er bereits im November 2017 ein Probetraining beim Reserveteam des französischen Erstligisten AS Monaco absolviert hatte, wurde er im Sommer 2018 ein weiteres Mal von den Franzen zu einem nunmehr zehnwöchigen Probetraining geladen. Ehe Foster im Oktober 2018 in seine Heimat zurückkehrte, um dort seine abschließenden schulischen Prüfungen zu absolvieren, vermeldeten südafrikanische Medien im gleichen Monat, dass Foster im Januar 2019 zu AS Monaco wechseln werde, wo er einen Fünfjahresvertrag unterschrieben hätte.
Offiziell bekanntgegeben wurde der Wechsel des jungen Südafrikaners nach Frankreich erst zu Jahresbeginn 2019. Bei den Franzosen sollte er anfangs über die B-Mannschaft mit Spielbetrieb in der viertklassigen National 2 an die Profimannschaft herangeführt werden. Unter Trainer David Bechkoura kam er daraufhin in acht Partien (zwei Tore) der National 2 zum Einsatz, absolvierte aber auch Spiele für die U-19-Mannschaft des Klubs, darunter ein Spiel gegen den Nachwuchs des FC Chelsea in den Play-offs zur UEFA Youth League 2018/19. Beim Spiel der 29. Runde gegen den OSC Lille am 15. März 2019 saß Foster das erste und einzige Mal in der Ligue 1 2018/19 auf der Ersatzbank der Profimannschaft, kam aber nicht zum Einsatz. Im Endklassement schaffte das Profiteam mit dem 17. Tabellenplatz gerade noch den Klassenerhalt. In der darauffolgenden Spielzeit 2019/20 debütierte Foster gleich im ersten Spiel gegen Olympique Lyon am 9. August 2019 in der Profimannschaft; zur Halbzeit der Begegnung ersetzte Trainer Leonardo Jardim ihn durch Gabriel Boschilia. Nach einem weiteren Kurzeinsatz in der nachfolgenden Runde wurde Foster noch im selben Monat bis zum Saisonende zusammen mit seinem Teamkollegen Jonathan Panzo an den belgischen Partnerverein, dem in der Division 1A spielenden Cercle Brügge verliehen.

### Als Leihspieler bei Cercle Brügge
In Brügge wurde Foster erstmals am 1. September bei einer 2:3-Auswärtsniederlage gegen den KAA Gent als Ersatzspieler eingesetzt. Danach kam der junge Mittelstürmer regelmäßig unter Fabien Mercadal und dessen Nachfolger Bernd Storck zum Einsatz und kam auf 18 von 24 möglichen Ligaspielen bis zum Abbruch der Saison 2019/20 infolge der COVID-19-Pandemie. Zu einem weiteren Einsatz kam der Südafrikaner im Sechzehntelfinale des belgischen Fußballpokals 2019/20, als er bei der 0:1-Niederlage seines Teams gegen die RUS Rebecquoise, einem Viertligisten, über die vollen 90 Minuten durchspielte.

### Weitere Stationen
In der Saison 2020/21 gehörte er zunächst wieder zum Kader der AS Monaco, bevor er Mitte August 2020 zum portugiesischen Erstligisten Vitória Guimarães wechselte. Forster kam hier auf 5 von 34 möglichen Ligaspielen sowie je ein Spiel im Pokal und Ligapokal.
Mitte August 2021 wurde er für den Rest der Saison mit anschließender Kaufoption an den damaligen belgischen Zweitdivisionär KVC Westerlo ausgeliehen. Er wurde in 23 von 28 möglichen Ligaspielen eingesetzt, in denen er vier Tore schoss, sowie in drei Pokalspielen mit einem Tor. Die Saison endete mit dem direkten Aufstieg des KVC Westerlo in die Division 1A. Darauf machte Westerlo von der Kaufoption Gebrauch. Forster unterschrieb einen Vertrag mit einer Laufzeit von vier Jahren. In der Saison 2022/23 wurde er bei 21 von 22 möglichen Ligaspielen eingesetzt, in denen er acht Tore schoss.
Ende Januar 2023 wechselte er zum FC Burnley in der englischen EFL Championship. Mit der Mannschaft unter Trainer Vincent Kompany stieg er am Saisonende in die Premier League auf, aus der man in der folgenden Saison 2023/24 jedoch wieder abstieg. Foster selbst fungierte dabei als Stammspieler, fiel aber aufgrund verschiedener Verletzungen und Krankheiten immer wieder aus.

## Nationalmannschaftskarriere
Erste Erfahrungen in einer Nachwuchsnationalmannschaft der South African Football Association sammelte Foster im Jahre 2016, als er im Oktober zu einer Reihe von Länderspieleinsätzen für die südafrikanische U-17-Auswahl kam. In Spielen gegen die Alterskollegen aus Indien, China, Brasilien und Russland agierte der Offensivspieler bei diesem U-17-Turnier der BRICS-Staaten als Stammkraft und steuerte unter anderem beim 3:1-Erfolg über die Russen einen Treffer, sowie eine Torvorlage bei. Bereits im darauffolgenden Jahr gehörte Foster der U-20-Nationalmannschaft Südafrikas an. Mit dieser betritt er mitunter die COSAFA U-20-Meisterschaft 2017 auf Mauritius und wurde bei diesem Turnier als Stammspieler eingesetzt. Dem zu diesem Zeitpunkt gerade 17-Jährigen gelangen im Turnierverlauf drei Treffer, womit er zusammen mit seinem Landsmann Luvuyo Mkatshana und dem Ägypter Abdou Amir als bester Torschütze ausgezeichnet wurde. Mit den Südafrikanern zog er bis in das Finale ein und gewann dieses mit 2:1 über Lesotho. Im Spiel schickte er sein Team in der fünften Spielminute mit 1:0 in Führung.
Neben diversen weiteren Einsätzen vor und nach dem Turnier, darunter auch Einsätze in der Qualifikation zur U-20-Fußball-Afrikameisterschaft 2019, nominierte ihn Stuart Baxter im Mai 2018 erstmals für die A-Nationalmannschaft Südafrikas. Als Teil eines 20-köpfigen südafrikanischen Spieleraufgebots nahm er in weiterer Folge von Ende Mai bis Anfang Juni 2018 am COSAFA Cup 2018 im eigenen Land teil. Südafrika war im Turnier erst ab dem Viertelfinale gesetzt und verlor dieses überraschend im Elfmeterschießen gegen Madagaskar. Als Ersatzspieler im Kader kam er in der 85. Minute für Taariq Fielies auf den Rasen und konnte sich bei den abschließenden Elfmeterschüssen als Torschütze eintragen. In der nachfolgenden Trostrunde kam er beim 4:1-Halbfinalsieg über Namibia ab der 84. Minute für Ryan Moon auf das Spielfeld und war auch beim abschließenden 3:0-Trostrundenfinalsieg über Botswana als Ersatz für den bereits erwähnten Moon für wenige Minuten im Einsatz.

## Erfolge
KVC Westerlo
- Belgischer Zweitligameister: 2022